# Laurel und Hardy: Why Girls Love Sailors
Why Girls Love Sailors (engl. für „Warum Mädchen Matrosen lieben“) ist ein US-amerikanischer Stummfilm aus dem Jahr 1927 mit dem Komiker-Duo Laurel und Hardy in den Hauptrollen. Der Film erlebte seine Uraufführung am 17. Juli 1927.

## Handlung
Das Glück der verlobten Willie Brisling und der „kleinen“ Nelly wird jäh zerstört, als der Kapitän eines Schiffes, der mit Nelly einst ein Liebesverhältnis hatte, sie auf sein Schiff entführt. Willie setzt alles daran, um seine Geliebte zurückzubekommen. So schleicht er sich auf das Schiff, das gerade im Hafen angelaufen ist, und verkleidet sich zunächst als Frau, um auf diese Weise einen Großteil der Matrosen zu überwältigen und loszuwerden. Am Schluss imponiert er dem Kapitän, um ihn abzulenken und Nelly befreien zu können. Das geht so lange gut, bis die richtige Frau des Kapitäns auf das Schiff kommt und von dem vor sich gehenden Geschehen entsetzt ist. Mit einer Schrotflinte macht sie ihrem untreuen Mann die Hölle heiß, schreckt aber auch nicht davor zurück, dem gerade mit Nelly flüchtenden Willie eine Kugel nachzujagen.

## Hintergrund
Why Girls Love Sailors entstand zwischen 31. Januar und 19. Februar 1927 in den Hal Roach Studios in Culver City und sollte eine Parodie auf die damals populären Piratenfilme darstellen.
Der Film wurde im gesamten deutschen Sprachraum nie im Kino aufgeführt und war für das deutschsprachige Publikum erst mit seiner Veröffentlichung auf Videokassette 1995 zugänglich, Zwar hatte es in den Siebzigern mit der Serie „Zwei Herren Dick und Doof“ die Möglichkeit gegeben, die alten Laurel-und-Hardy-Filme anzusehen, jedoch befand sich Why Girls Love Sailors nicht darunter. Der Grund dafür ist, dass der vollständige Film erst 1971 in Paris wiederentdeckt wurde und lediglich als französische Fassung vorlag. Diese bot neben französischen Texten auch zusätzliche Illustrationen in den Zwischentiteln, die auch bei der Übersetzung ins Englische beibehalten wurden.
Der Film gehörte auch zu jenen, welche in den Siebzigern massiv bearbeitet werden mussten, vor allem, was Vorspanntafeln und Zwischentitel betraf. Diese mussten zum Teil neu gestaltet und produziert werden oder nach Möglichkeit so originalgetreu wie möglich kopiert werden.
Ein Gag, der im späteren Film Putting Pants On Philip wieder verwertet wurde, ist der, in dem Laurels Kleid bzw. Rock hochgewirbelt wird. In Why Girls Love Sailors passiert dies durch einen Pistolenschuss, in letzterem Film durch einen U-Bahnschacht.